# Gloria Ford Gilmer
Pour les articles homonymes, voir Gilmer.
Gloria Ford Gilmer, (25 juin 1928-25 août 2021) née à Baltimore, dans le Maryland, est une mathématicienne et universitaire américaine. Elle est la première femme afro-américaine élue au conseil d'administration de la Mathematical Association of America en 1980.

## Biographie
Gloria Gilmer naît à Baltimore, dans le Maryland. Elle obtient son diplôme en mathématiques en 1949 à l'université d'État Morgan, une université historiquement noire de Baltimore. Elle poursuit par une maîtrise à l'université de Pennsylvanie. Elle travaille plusieurs années comme professeur de mathématiques dans des écoles secondaires. Elle reprend ses études universitaires et obtient son doctorat en 1978 à l'université Marquette, à Milwaukee, en soutenant une thèse intitulée Effects Of Small Discussion Groups On Self-Paced Instruction In a Developmental Algebra Course.

## Activités professionnelles et institutionnelles
Elle enseigne dans plusieurs collèges, notamment la Atlanta University (en), une université historiquement noire. C'est dans ce collège qu'elle s'investit dans la Mathematical Association of America project on Blacks and Mathematics, dont l'objectif est de faciliter l'accès aux études mathématiques des étudiantes noires, prenant la suite de la mathématicienne lauréate du prix Louise Hay Etta Falconer. Elle est la première femme afro-américaine à siéger au conseil des gouverneurs de la Mathematical Association of America (1980-1982). En 1985, elle est la cofondatrice et la première présidente du conseil exécutif du International Study Group on Ethnomathematics (ISGEm). Elle est associée de recherche au Département de l'Éducation des États-Unis et la première femme afro-américaine à prononcer le discours de Cox-Talbot de la National Association of Mathematicians. 
Elle est présidente de Math-Tech, une société qui vise à prendre de nouveaux documents de recherche et à créer des programmes de mathématiques qui prennent davantage en compte les femmes et les minorités. Ainsi, elle est l'auteure d'un article sur les perspectives d'études mathématiques sur les coiffures afro-américaines.
Elle meurt le 25 août 2021 à l'âge de 93 ans. Elle est enterrée à la Northwest Funeral Chapel, Milwaukee.

## Publications
- avec Luna I. Mishoe, «On the limit of the coefficients of the eigenfunction series associated with a certain non-self-adjoint differential system », Proceedings of the American Mathematical Society, no 7, 1956, p. 260-266.
- avec Luna I. Mishoe, « On the uniform convergence of a certain eigenfunction series », Pacific Journal of Mathematics, no 6, 1956, p. 271-278.
- « Mathematical Patterns in African American Hairstyles », sur math.buffalo.edu [lire en ligne]